# Centre du patrimoine septentrional Prince-de-Galles
Le Centre du patrimoine septentrional Prince-de-Galles (CPSPG) (Prince of Wales Northern Heritage Centre en anglais) est le musée et les archives des Territoires du Nord-Ouest (TNO) au Canada. Il est situé à Yellowknife, la capitale des territoires. Il acquiert et gère des objets et des archives qui représentent la culture et l'histoire des TNO.